# 克维曾
克维曾（波蘭語：Kwidzyn），舊稱马林韦德（德語：Marienwerder）是波蘭北部的城市，位于滨海省，是克维曾县的县治所在。曾是西普鲁士馬林韋德行政區的首府，一战之后经过公民投票，该城留在了德国划归东普鲁士。二战之后被苏联红军摧毁，隨後割让给波兰。

## 歷史

### 條頓騎士團
称为克維斯的波美薩尼亞人于11世纪前在此定居。1232年，条顿骑士团在此修建了城堡，次年建立了马林韦德。1243年，波美萨尼亚主教辖区从条顿骑士团手中接管城镇和城堡作为采邑，该定居点成为普鲁士境内波美萨尼亚主教的所在地。该镇居住着来自神圣罗马帝国北部城镇的工匠和商人。条顿骑士维尔纳·冯·奥瑟恩（Werner von Orseln）于1330年在马林堡（马尔堡）被谋杀。他是第一批被安葬在该镇新建的大教堂中的人之一。
反对条顿人统治的普鲁士联盟于1440年3月14日在该镇成立。该镇本身于1440年4月17日加入了该组织。1454年，根据该组织的要求，波兰国王卡西米尔四世·雅盖隆将该地区和城镇并入波兰王国，十三年战争爆发。1466年，在条顿骑士团战败后，该镇作为条顿骑士团的封地成为波兰的一部分。1525年，条顿騎士團国在条顿骑士团最后一位大團長阿尔布雷希特的领导下转变为世俗的路德教公国，只有在波兰国王西吉斯蒙德一世同意的情况下才能建立政治基础。波兰国王西吉斯蒙德二世·奥古斯特于1552年和斯蒂芬·巴托里（Stephen Báthory）于1576年访问了该镇。

### 普魯士王國
1618年，公爵权利由霍亨索伦家族的勃兰登堡分支继承，仍处于波兰宗主权之下。1657年，勃兰登堡公爵与波兰王室断绝关系，并于1701年将他们的领土提升为普鲁士王国。
与此同时，马林韦德镇成为了马林韦德行政区的首府。1772年，马林韦德区并入新成立的西普鲁士省，该省主要由第一次瓜分波兰时吞并的领土组成。
随着行政职能的扩大，该镇的人口开始增长，1885年达到8,079人。这个人口主要由路德教徒组成，其中许多人从事与制糖、醋和酿造以及奶牛养殖、水果种植和机械工业建造相关的行业。1910年，马林韦德有12,983人，其中12,408人（95.6%）讲德语，346人（2.7%）讲波兰语。

### 兩次世界大戰
由于第一次世界大战后的凡尔赛条约，马林韦德行政区被分割。维斯杜拉河以西的部分地区并入了刚刚恢复独立的波兰第二共和国。马林韦德所属的维斯瓦河以东地区将参加在国际联盟控制下组织的东普鲁士公民投票。拥有近2,000名士兵的联合委员会经常偏袒德国人，其对波兰人的服务经常被延迟和限制，而政府仍处于德国控制之下。该镇是波兰瓦尔米亞公民投票委员会和波兰事务委员会的所在地，然而，这些委员会不得不部分秘密运作。1920年5月16日，波兰人在Powiśle镇举行了最大规模的公民投票示威，波兰人不得不组织防御工事以抵御德国民兵的袭击。这些条件加上德国的选举舞弊导致7,811票要求留在东普鲁士，只有362票留在波兰。之后反波兰恐怖活动愈演愈烈。
根据日内瓦公约，波兰社区有权拥有自己的学校，从1934年起，当地的波兰人努力建立一所波兰学校。德国人阻止了学校的建立，波兰的组织在1937年11月10日最终成立波兰私立体育馆之前向德国政府提出了100项投诉。德国当地媒体发起德国人反对波兰学校，1938年，一名14岁的男孩在学校操场被枪杀，德国警察没有理会因此枪手没有被抓获。德国人，尤其是希特勒青年团，多次骚扰和袭击波兰学生，使学校满目疮痍。1939年8月25日，該學校被迫停业。德国警察包围了波兰学校并逮捕了校长瓦迪斯瓦夫·格比克、13名教师、其他教职工和162名学生，他们被关押在塔皮奥（今格瓦尔代斯克），然后被驱逐到其他地方。后来，18岁以下的学生被释放，年长的学生被强行征召入伍，而教师和工作人员被驱逐到集中营，其中大多数人被谋杀。当地波兰银行行长卢多维也被捕，波兰当地领事馆的电话线也被切断，但波兰国家电台仍提供了当天波兰学校遇袭的消息。
德国入侵波兰期间对波兰人实施各种暴行，许多被德国占领的波兰驱逐出境的波兰人被驱逐到该镇附近从事强迫劳动。德国人还在该镇经营着施圖特霍夫集中營的一个分营地。1945年1月30日，在第二次世界大战的最后几个月，该镇被苏联红军占领。红军在镇上建立了一座可容纳20,000人的战时医院。镇中心被苏联士兵烧毁和掠夺。

### 二戰後
第二次世界大战后，根据《波茨坦协定》，该地区再次成为波兰的一部分。根据协议，城镇和地区的大多数讲德语的人逃离或被驱逐，并被波兰人取代，其中许多人來自苏联吞并的波兰地区。1947年，由于维斯瓦河行动，来自苏联边境地区的乌克兰人被迫在该地区定居。从1975年到1998年，克维曾在行政上位于埃尔布隆格省。1982年，共产党人残酷镇压了被拘留的反共反对派的抗议活动。